# Filacteri
|  | No s'ha de confondre amb filactèria, petits embolcalls o capsetes de cuir on es troben o guarden passatges de les Escriptures. |

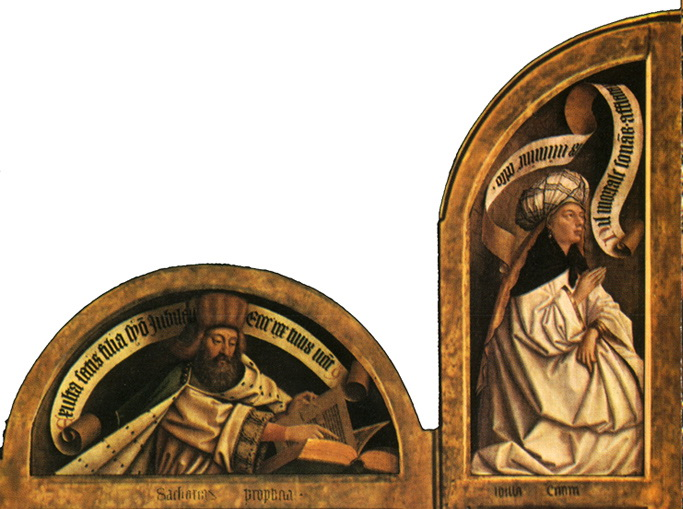
Zacaries i la Sibil·la d'Eritrea amb sengles filacteris al retaule de Gant

El filacteri és una cinta pintada pels artistes medievals i renaixentistes en les seves composicions per a comunicar a l'espectador el text dit per un dels personatges representats o aplicat a la situació representada. El nom prové del llatí phylacterium, i aquest, del grec φυλακτήριον, phylaktḗrion, ‘salvaguarda, amulet’.